# Trzęsienie ziemi w Kotlinie Fergańskiej (2011)
Trzęsienie ziemi w Kotlinie Fergańskiej (2011) – trzęsienie ziemi o sile 6,1 stopni w skali Richtera, które nastąpiło 20 lipca 2011 roku o 1:35 czasu lokalnego, na pograniczu uzbecko-kirgiskim w Kotlinie Fergańskiej. W jego wyniku, śmierć poniosło 14 osób, a rannych zostało 101 osób.

## Trzęsienie
Wstrząs główny miał siłę 6,1 stopnia w skali Richtera. Godzinę później doszło do wstrząsów wtórnych o sile 4,4 stopnia. 

## Skutki
W wyniku trzęsienia ziemi, najbardziej ucierpiały miasta Fergana oraz Marg‘ilon, które były położone najbliżej epicentrum trzęsienia. W miastach tych zostało uszkodzonych wiele budynków mieszkalnych. Łącznie pozbawionych dachu nad głową zostało co najmniej 1450 osób.

## Ofiary trzęsienia ziemi
Tabela jest zestawieniem zabitych i rannych w wyniku trzęsienia w poszczególnych krajach.
| Kraj        | Ofiary śmiertelne | Ranni |
| ----------- | ----------------- | ----- |
| Uzbekistan  | 13                | 86    |
| Tadżykistan | 1                 | -     |
| Kirgistan   | -                 | 15    |
| Razem:      | 14                | 101   |

- Źródło:[2].